# 谢云

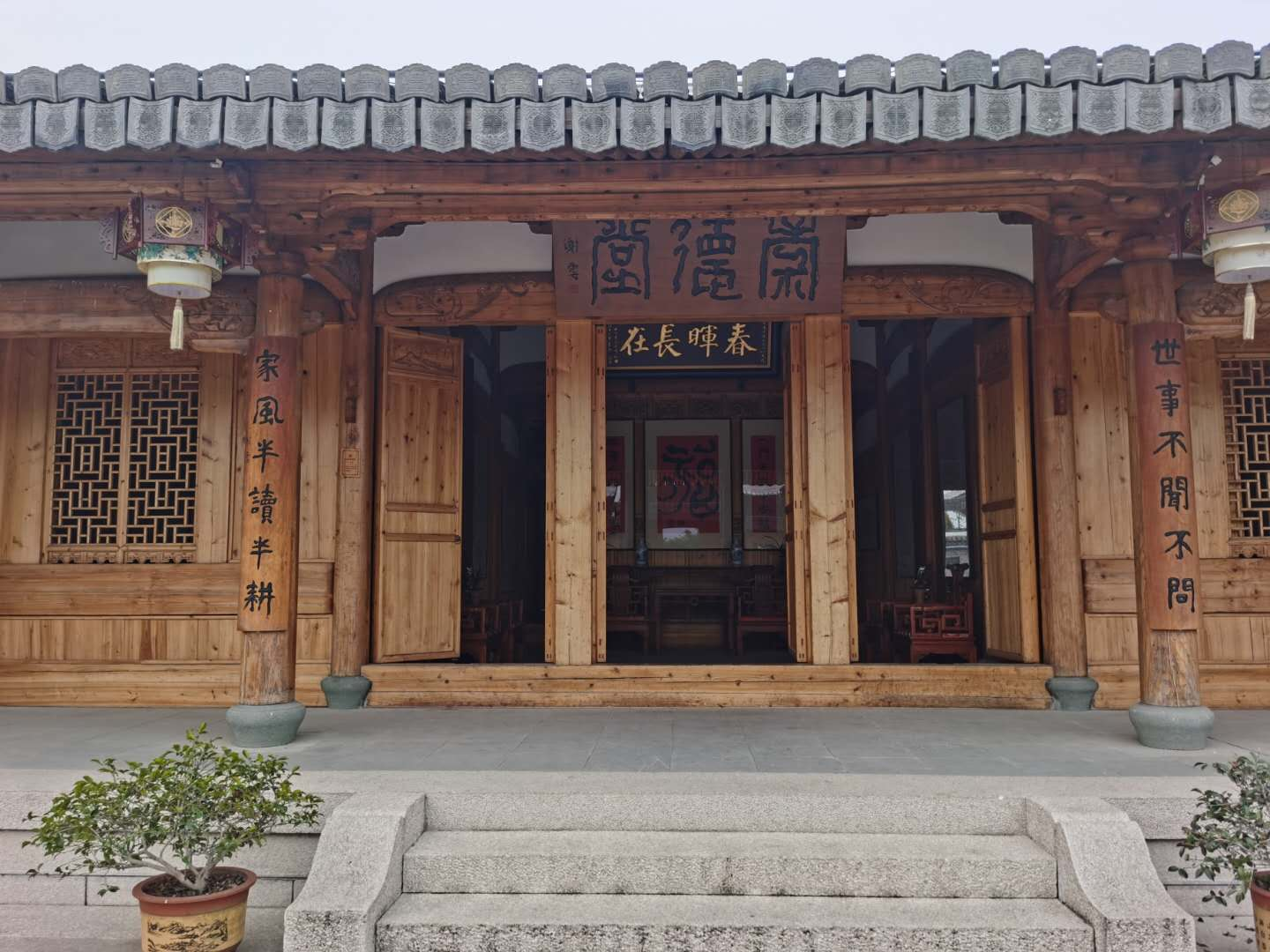
谢云旧居，位于浙江温州龙港市三大庙村

谢云（1929年10月—2021年8月30日），原名谢盛培，号裳翁，男，浙江苍南（现属龙港市）人，中国出版家、书法家，毕业于浙江省平阳中学，曾任中国书法家协会常务理事、秘书长，中共广西壮族自治区委宣传部副部长。